# Турска воденица (Зајечар)
Турска воденица (једно време је била позната и као Лаловића воденица) једна је од најстаријих грађевина у Зајечару.

## Опште информације
Након одласка Турака из Србије, била је у власништву Косте из Ниша. Године 1838. од њега је откупљује Јеремија Здравковић, родом из Рготине. По подацима из пописа становништва и имовине из 1863. године, била је у власништву браће Николе и Јована Лаловића, који су је наследили као очевину. Није познато када је откупљена од Јеремије Здравковића или његових наследника. Између два светска рата, припадала је Јовановом сину – Урошу Лаловићу.
И поред велике старости, грађена солидно од камена са унутрашњим конструкцијама од храстових греда, добро одржавана од својих власника, „Турска воденица“ је са своја четири камена читава два века млела житарице варошанима и сељацима околних села. По причању потомака породице Лаловић, воденица је прекидала рад само када се услед јаких мразова, вода ледила, или када су бујице односиле „Вањин јаз“ на Црном Тимоку.
Последњи власник „Турске воденице“ био је Вања Лаловић, Урошев син. Познато је да се није много бринуо о одржавању својих воденица и живео је као рентијер од новца добијеног за њихов закуп. У току Другог светског рата био је припадник четничке организације Драже Михаиловића. Због тога му је након ослобођења земље 1945. суђено у одсуству. Његова непокретна имовина је конфискована, а воденица је била уступљена предузећу „Житопромет“.

## Воденица у новије време
Раднички савет „Житопромета“ је 31. октобра 1954. године пренео власништво Градском музеју у Зајечару. На захтев музеја, Завод за заштиту споменика културе 1959. године донео је решење којим се воденица ставља под заштиту државе, уз обавезу музеја да изврши конзервацију објекта. Услед недостатка средстава, воденица је уступљена Угоститељском предузећу „Србија“, уз обавезу да зграду поправи. Након извршене обнове и адаптације, у њој је отворен угоститељско-туристички ресторан „Воденица“.
Од тада, ресторан је био изнајмљиван и другим угоститељима, а нова адаптација извршена је 2012. године. Ресторан је из непознатих разлога престао са радом 2015. године.